# Hique Gomez
Hique Gomez (Porto Alegre, 29 de março de 1959) é um violinista, compositor e humorista brasileiro.

## Biografia
Hique Gomez iniciou na música aos 11 anos de idade, quando teve as primeiras aulas de violão. Após viver com a família em Giruá, Soledade e Passo Fundo, decidiu seguir a carreira de músico ao assistir um show da cantora Rita Lee.
Aos 15 anos, apresentou-se em bares e casas noturnas da cidade, tocando guitarra e bateria.
Em 1984 estréia junto a Nico Nicolaiewsky o musical  Tangos e Tragédias, que ficaria em cartaz por 30 anos.  
Multi-instrumentista, compositor, orquestrador e ator, segue em cartaz com o espetáculo A Sbornia Kontr'Atracka, dando continuidade ao universo criado em Tangos e Tragédias.
É pai da escritora Clara Averbuck. 
Casado com a fotógrafa e iluminadora Heloiza Averbuck.

## Trajetória
- 1981 - formou dupla com Wilsom Sá Brito, criando um show com repertório de musicas próprias. Suas primeiras aulas de violino ocorreram aos 20 anos de idade. Entre outros professores, estudou com Fredi Gerling.
- 1984 - juntou-se ao músico Nico Nicolaiewsky e, juntos, criaram a peça musical Tangos & Tragédias, que atraiu grande público durante toda a sua existência.
- 1985 - atuou na peça infantil As Aventuras de Mime Apestovich do Início ao Meio, além de compôr a trilha sonora.
- 1994 - cria o espetáculo O Teatro do Disco Solar, premiado no ano seguinte, criando alguns personagens com os quais trabalha até os dias de hoje.
- 1998 - realizou concertos com a Banda Municipal de Porto Alegre e com diversas outras orquestras, como solista, com a participação inclusive de seu personagem Laszlo, o Homem-Banda. No carnaval do mesmo ano, recebeu, juntamente com Nico, homenagem da Escola de Samba Imperatriz Dona Leopoldina, com o samba enredo A visita de D. Leopoldina ao Maravilhoso Reino da Sbornia.
- 1999 - recebeu a Medalha Cidade de Porto Alegre, honra concedida pela da Prefeitura Municipal de Porto Alegre em reconhecimento aos serviços culturais prestados à comunidade.
- 2000 - é homenageado na entrega do Prêmio Açorianos pelo conjunto da obra. No mesmo ano, cria o espetáculo Radio Esmeralda, com Simone Rasslan e Adriana Marques, que fica nove anos em cartaz, até o falecimento de Adriana.
- 2001 - integrou o Conselho Político da Prefeitura de Porto Alegre, a convite do então prefeito Tarso Genro.
- 2002 - o filme A Festa de Margarette,[2] escrito e dirigido por Renato Falcão, é lançado em Nova York, longa-metragem mudo e em preto-e-branco, no qual Hique Gomez foi protagonista, além do responsável pela trilha sonora. O filme foi comprado no ano seguinte pela Global Film Initiative, passando a fazer parte do acervo do Museu de Arte Moderna de Nova York. Fez também colaboração nos DVDs do grupo Pato Fu.
- 2003 - o filme A Festa de Margarette ganha o prêmio da FIPRESCI no Festival de Motovun, na Croácia, e participa de vários festivais internacionais. Participou também do DVD da cantora Pitty.
- 2011 - compôs e produziu a trilha do espetáculo musical A Legalidade. Dirigiu também DVD do projeto Rock de Galpão.
- 2012 - recebe o Prêmio Açorianos pela montagem de Tan Tango, espetáculo que funde o tango com a MPB.
- No mesmo ano recebem prêmio da Associação Paulista de Críticos de Arte por Tangos & Tragédias, como melhor espetáculo de MPB em 2011.
- Dirigiu e produziu também o projeto do CD da banda Estado das Coisas, escolhido pelo prêmio Açorianos (projeto entre 2012 e 2013)
- 2013 - estréia nos cinemas brasileiros o longa de animação Até que a Sbornia nos Separe, baseado no espetáculo Tangos & Tragédias, produzido pela Otto Desenhos Animados e dirigido por Otto Guerra e Enio Torresan.
- Em 2014 falece seu parceiro Nico Nicolaiewsky encerrando a carreira de 30 anos do espetáculo Tangos e Tragédias.
- Dirigiu o segundo DVD do Projeto Rock de Galpão- Vol. II - Nas Missões.
- Tourné com TanTango.
- 2015 espetáculo Kraunus e Convidados.
- Participam do PoaJazz Festival Hique Gomez e Cosmic Tango Agents. Esteia musica em parceria com Eumir Deodato.
- 2016 formatam o espetáculo A Sbørnia Kontr'Atracka com a pianista Simone Rasslan.
- 2017 Voltam a Portugal com o espetáculo A Sbørnia Kontr'Atracka.
- 2018 Temporadas A Sbørnia Kontr'Atracka.
- Participam do  Gramado Blue&Jazz Festival. Duo Hique Gomez e Dunia Elias. HiperPampaBrazilianTangoJazzExperience.
- 2019 Lançamento da "Auto-Biografia provisória -  Hique Gomez Para Além da Sbørnia" - Editora BesouroBox.
- Lançamento da web série que vence o Rio WebFest em 2022 SBORNIA EM REVISTA. Melhor websérie brasileira, Melhor websérie internacional de musicais. e melhor performer de musical para Simone Rasslan.
- 2023  Sbornia em Revista entra na programação no canal a cabo PrimeBoxBrasil.

## Prêmios e indicações

### Prêmio Açorianos
| Ano  | Categoria         | Indicação                                                                                  | Resultado |
| ---- | ----------------- | ------------------------------------------------------------------------------------------ | --------- |
| 1994 | Compositor        | Hique Gomez                                                                                | Venceu    |
| 1994 | Letrista          | Hique Gomez                                                                                | Indicado  |
| 1995 | Espetáculo        | O Teatro do Disco Solar                                                                    | Venceu    |
| 2010 | Arranjador        | Estado das Coisas e Hique Gomez (por Rock de Galpão, de Neto Fagundes & Estado das Coisas) | Indicado  |
| 2011 | Espetáculo do Ano | Tãn Tãngo                                                                                  | Venceu    |
| 2012 | Arranjador        | Estado das Coisas e Hique Gomez (por Estado das Coisas, de Estado das Coisas)              | Indicado  |
| 2014 | Produtor Musical  | Estado das Coisas e Hique Gomez (por Volume II - Ao Vivo nas Missões, de Rock de Galpão)   | Indicado  |